# Уайли, Джо
Джоа́нн «Джо» Уа́йли-Мо́ртон (англ. Johanne «Jo» Whiley-Morton; 4 июля 1965, Нортгемптон, Нортгемптоншир, Англия, Великобритания) — британская журналистка, телеведущая и диджей.

## Биография
Джоанн Уайли родилась 4 июля 1965 года в Нортгемптоне (графство Нортгемптоншир, Англия, Великобритания) в семье электрика Мартина Уайли и его жены-начальницы почтового отдела Кристин Уайли.

## Личная жизнь
С июля 1991 года за музыкантом Стивом Мортоном. У супругов есть четверо детей: дочь Индия Мортон (род. в мае 1992), сыновья Джуд Мортон (род. в феврале 1999) и Кассиус Мортон (род. в мае 2001), и ещё одна дочь — Коко Лакс Мортон (род.26.10.2008).